# Bullet
Pour les articles homonymes, voir Bullet (homonymie).
Bullet est une commune suisse du canton de Vaud, située à proximité de Sainte-Croix dans le centre du massif du Jura, dans le district du Jura-Nord vaudois. Une station de ski a été développée dans le hameau voisin des Rasses.

## Armoiries
Le blason de la commune de Bullet est décrit ainsi : « Coupé de gueules et de sable à la montagne d'or brochante ». Dessiné en 1922 aux couleurs de Berne, il figure une montagne et fait référence au Chasseron.

## Histoire
Bullet est mentionné en 1323 sous le nom de Buleto. Le village dépendait de la seigneurie de Sainte-Croix puis du bailliage d'Yverdon dès 1536. Il faisait partie du district de Grandson de 1798 à 2007.
Une chapelle fut érigée en 1569, filiale de Sainte-Croix, puis paroissiale en 1663. L'église fut incendiée en 1744 avec le village, reconstruite en 1745, à nouveau incendiée en 1886 et réédifiée en 1887. Les habitants pratiquent l'élevage couplé dès le XVIIIe siècle avec l'horlogerie, relayée au XIXe siècle par la boîte à musique qui s'éteint au cours du XXe siècle. À la fin du XIXe siècle, Les Rasses s'orientent vers le tourisme, facilité par l'ouverture du chemin de fer Yverdon-Sainte-Croix (1893) et le service de cars postaux Sainte-Croix-Bullet ; cette activité décline dès 1930 et connaît un nouvel essor vers 1960.

## Monuments

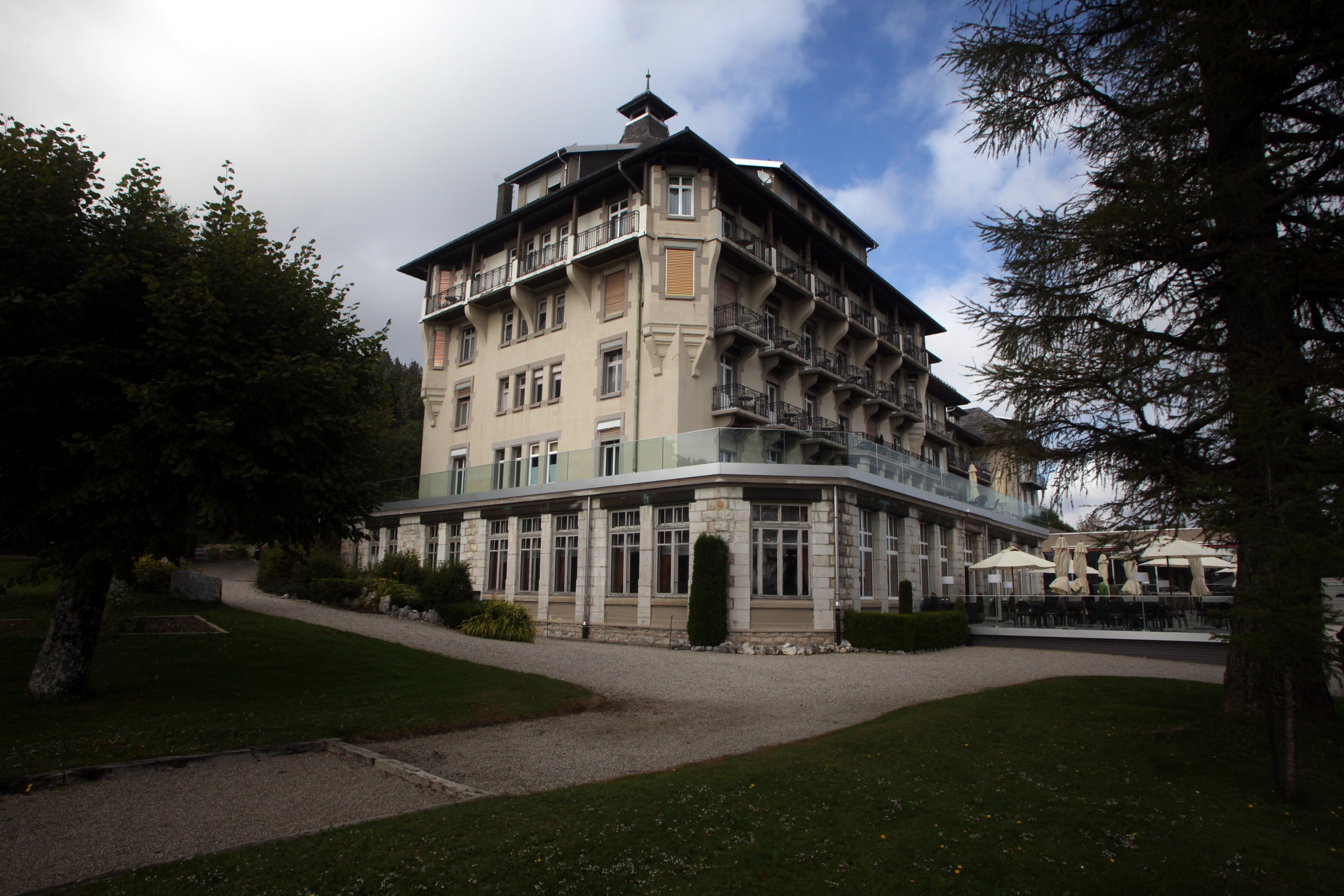
Le Grand Hôtel des Rasses.

Le Grand Hôtel des Rasses, implanté sur un vaste plateau face aux Alpes, a été construit en 1897 par l'architecte lausannois Jacques Regamey et l'entrepreneur Charles Burger, d'Yverdon, pour l'hôtelier Edouard Baierlé. Le chantier avance très vite et en 72 jours, la charpente est levée. L'établissement ouvre ses portes en juin 1898. Très vite, toutefois, l'édifice original, de 33×14 m offrant 60 chambres, sur quatre étages, se révèle trop petit. En 1904, une vaste véranda est ajoutée sur la façade méridionale et l'hôtel est pourvu d'une annexe latérale du côté de Bullet. Cependant, en raison du succès de cet établissement, Baierlé songe dès 1909 à faire construire une nouvelle aile du côté de Sainte-Croix. Ce nouveau bâtiment dans le goût heimatstil est élevé en 1913, œuvre des architectes Charles-François Bonjour et Adrien Van Dorsser qui sont également à l'origine du Royal Savoy à Lausanne et du Winter Palace de Gstaad. L'intérieur se caractérise par une décoration Belle Époque (cheminée monumentale, boiseries, frises décoratives).
L'édifice a été racheté en 2012 par le groupe vaudois Boas.

## Géographie

Photo aérienne (1970).

Bullet se situe dans le Jura vaudois, sur le versant sud du Chasseron. La commune comprend le village de Bullet (1 143 m) et les hameaux des Rasses, des Cluds, de la Crochère, des Crosats et de la Frétaz. On y trouve des restes de la moraine frontale de l'ancien glacier du Rhône.

## Population

### Gentilé et surnom
Les habitants de la commune se nomment les Bullatons.
Ils sont surnommés les Pieds-Bots (lè Pî-Bot en patois vaudois).

### Démographie
Bullet compte 583 habitants en 1764, 719 en 1850, 767 en 1860, 631 en 1900, 635 en 1950, 436 en 1980, 522 en 2000 et 656 au 31 décembre 2022.

## Domaine skiable
Les Rasses dispose de l'un des trois plus vastes domaines skiables du Jura suisse, aménagé sur les pentes sud du Chasseron. La station est relativement fréquentée en période de vacances scolaires, des files d'attente aux remontées mécaniques étant alors possibles. Les pistes sont toutes très ensoleillées car orientées au sud. Une vue directe sur le lac de Neuchâtel et sur les Alpes est permise par beau temps depuis les pistes. De manière générale, le niveau de difficulté des pistes - tel que figurant sur le plan des pistes officiel - apparaît surestimé, les pistes étant de pente régulière quoique souvent étroites.
Celles-ci sont divisées en deux petits sous-domaines qui sont reliés entre eux par des pistes de liaison relativement plates :
- Les Rasses. La piste noire des Rasses est équipée d'enneigeurs, ce qui fait de cette station la seule du Jura suisse ainsi équipée.
- Les Replans. Un télésiège, aujourd'hui démoli, y fut construit en 1951.